# Casal Boccone
Pour les articles homonymes, voir Casal et Boccone.

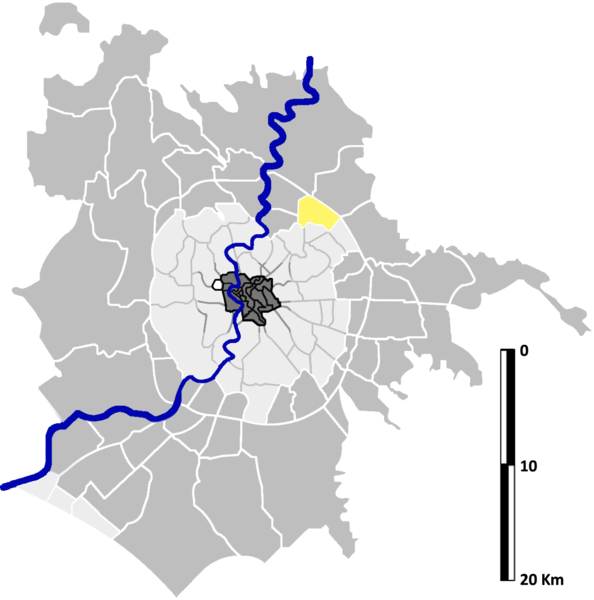
Localisation de Casal Boccone sur la carte administrative de Rome.

Casal Boccone est une zone de Rome dans l'Agro Romano, désignée dans la nomenclature administrative par Z.IV. Elle forme également une « zone urbanistique » désigné par le code 4.f et fait partie du Municipio III. Sa population est de 16 899 habitants en 2016.

## Géographie
La zone s'étend sur 6,71 km2 dans le nord-est de la ville, à l'intérieur du grand contournement de Rome.

## Sites et monuments
- Ruines de deux villas romaines du Ier siècle av. J.-C.
- La maison Boccone date du XVIe siècle.
- L'église Sainte-Marie des Grâces a été consacrée en 2010.